# Ampelisca cyclops
Ampelisca cyclops är en kräftdjursart. Ampelisca cyclops ingår i släktet Ampelisca och familjen Ampeliscidae. Inga underarter finns listade i Catalogue of Life.